# アンカレッジ市長
アンカレッジ市長（英語：Mayors of Anchorage, Alaska）は、アメリカ合衆国のアラスカ州アンカレッジの市長である。

## アンカレッジ市長（1920年 - 1975年)
| 氏名                                   | 任期            |
| -------------------------------------- | --------------- |
| レオポルド・デイヴィッド               | 1920年 - 1923年 |
| M・ジョセフ・コンロイ                  | 1923年 - 1924年 |
| チャールズ・ブッシュ                   | 1924年 - 1926年 |
| クリス・M・エックマン                  | 1926年 - 1927年 |
| ウィリアム・クレイズン                 | 1927年 - 1928年 |
| グラント・リード                       | 1928年 - 1929年 |
| ジェームズ・デラニー                   | 1929年 - 1932年 |
| オスカー・S・ギル                      | 1932年 - 1933年 |
| トーマス・J・マクロスキー              | 1933年 - 1934年 |
| オスカー・S・ギル                      | 1934年 - 1936   |
| ハーバート・E・ブラウン                | 1936年 - 1937年 |
| ジョーゼフ・H・ローミッグ              | 1937年 - 1938   |
| ハーバート・E・ブラウン                | 1938年 - 1940年 |
| ジョージ・ヴァーラ                     | 1940年 - 1941   |
| ウィリアム・アレックス・ストルト       | 1941年 - 1944   |
| レイ・ウルフ                           | 1944年 - 1945年 |
| ジョン・アマンダーズ                   | 1945年 - 1946年 |
| ウィンフィールド・アーヴィン・ジュニア | 1946年 - 1946年 |
| フランシス・C・ボーデン                | 1946年 - 1948年 |
| ザカリア・J・ルサック                  | 1948年 - 1951年 |
| メイナード・L・テイラー・ジュニア      | 1951年 - 1955年 |
| ケン・ヒンチー                         | 1955年 - 1956年 |
| アントン・アンダーソン                 | 1956年 - 1958年 |
| ヒューイット・ラウンズベリー           | 1958年 - 1959年 |
| ジョージ・バイアー                     | 1959年 - 1961年 |
| ジョージ・シャロック                   | 1961年 - 1964年 |
| エルマー・E・ラスムズン                | 1964年 - 1967年 |
| ジョージ・M・サリヴァン                | 1967年 - 1975年 |

## グレーター・アンカレッジ自治区長（1964年 - 1975年）
| 氏名                 | 任期            |
| -------------------- | --------------- |
| ジョン・アスプランド | 1964年 - 1972年 |
| ジャック・ロデリック | 1972年 - 1975年 |

## アンカレッジ市長（1964年 - 1975年）
| 氏名                                       | 任期                          |
| ------------------------------------------ | ----------------------------- |
| ジョージ・M・サリヴァン                    | 1975年 - 1981年               |
| トニー・ノウルズ                           | 1981年 - 1987年               |
| トム・フィンク                             | 1987年 - 1994年               |
| リック・ミストロム                         | 1994年 - 2000年               |
| George Wuerch                              | 2000年7月1日 - 2003年7月1日   |
| マーク・ベジッチ                           | 2003年7月1日 - 2009年1月3日   |
| マット・クレイマン                         | 2009年1月3日 - 2009年7月1日   |
| ダン・サリヴァン                           | 2009年7月1日 - 2015年6月30日  |
| イーサン・バーコウィッツ                   | 2015年7月1日 - 2020年10月23日 |
| オースティン・クイン＝デビッドソン（代行） | 2009年10月23日 - 2021年7月1日 |
| デイヴィッド・ブロンソン                   | 2021年7月1日 -                |

## 参考サイト
- 公式サイト